# Kamerernebti I.
Kamerernebti I. je bila kraljica supruga drevnoga Egipta kao supruga faraona Kafre. Imala je naslov "Božja kćer". To možda znači da je bila kćer Kufua te tako polusestra svog muža. Bila je i Totova svećenica. S Kafrom je bila majka faraona Menkaure i kraljice Kamerernebti II. Bila je baka faraona Šepseskafa. 
Jedna je mastaba u Gizi bila pripremana za Kamerernebti I., ali je dovršena za njezinu istoimenu kćer. Na ulazu u grobnicu piše:
"Majka kralja Gornjeg i Donjeg Egipta, kćer božja, ona koja gleda Horusa i Seta... kraljeva kći od njegova tijela... Kamerernebti (I.). Njezina najstarija kćer... kraljeva kćer od njegova tijela... Kamerernebti (II.)."